# Château de Nouziers
 (septembre 2020).
Si vous disposez d'ouvrages ou d'articles de référence ou si vous connaissez des sites web de qualité traitant du thème abordé ici, merci de compléter l'article en donnant les références utiles à sa vérifiabilité et en les liant à la section « Notes et références ».
Le château de Nouziers est situé rue de l'église, au centre du bourg de Nouziers, en Creuse, région Nouvelle-Aquitaine, France.

## Historique
Le château, localisé en plein bourg, a été construit vers 1450. Il est passé dans plusieurs mains depuis 1734, date à partir de laquelle il a été laissé à l'abandon. Ce château privé a depuis été restauré progressivement.

## Architecture
L'on pourrait décrire ce petit château seigneurial comme un manoir. Le plan rectangulaire du logis seigneurial est d'environ 10m de largeur sur 25m de longueur.
Il est composé d'un rez-de-chaussée, d'un premier étage et d'un étage de combles.
Le gros œuvre est en granite, en pierre de taille et en moellon partiellement enduit.
Deux tours ornent sa façade arrière, une au sud, l'autre à l'ouest. Le diamètre intérieur des tours  est de 4 mètres.